# Leopold David de Rothschild
Leopold David de Rothschild (London, 12. svibnja 1927. - ?, 19. travnja 2012.), britanski poduzetnik i glazbenik iz engleske linije bogate bankarske obitelji Rothschild.
Rodio se kao najmlađe od četvero djece u obitelji Lionela Nathana de Rothschilda (1882. – 1942.) i Marie Louise Beer (1892. – 1975.). Za vrijeme Drugog svjetskog rata boravio je u izbjeglištvu u SAD-u s ostalim mladim članovima obitelji Rothschild iz Austrije i Engleske, s kojima je sklopio i očuvao bliske veze. Nakon povratka u Englesku, završio je školu Harrow, nakon čega se školovao na koledžu Trinity, gdje je izučavao francuski i ruski. Kada je završio pripravništvo u drugim obiteljskim bankama, postao je partner 1956. godine te izvršni direktor od 1970. godine. U razdoblju od 1970. do 1983. godine bio je direktor Engleske banke. Aktivno je sudjelovao u obnovi Rothschildovih latinoameričkih ureda u Meksiku, Čileu i Brazilu.
U privatnom životu bavio se glazbom i bio član i predsjednik mnogih glazbenih institucija. Nije se nikada ženio i nije imao potomaka.